# ウチくる!?
『ウチくる!?』は、フジテレビなどで1999年4月4日から2018年3月25日まで毎週日曜日 12:00 - 13:00（JST）に放送されていたバラエティ番組であった。正式名称は『ウチくる!? COME TO MY "HOME SWEET HOME"』（ - カム・トゥ・マイ・ホーム・スウィート・ホーム）。渡辺プロダクションが企画制作。
一部地域のみ字幕放送およびハイビジョン放送。

## 番組概要
ゲストの有名人の地元（ウチ）で待ち合わせをし、ゲストの生まれ育った思い出深い町を練り歩くスタジオ撮り無しのオールロケ。ロケ先は東京23区内が殆どであるが、スペシャル企画などでは東北地方など、東京以外の場所でロケが行われることもある（加藤茶がゲスト出演した2001年10月7日放送分における福島県など）。番組ではゲストの御勧めの店を紹介したり、ゲストゆかりの近親者・知人なども登場した。
番組開始当初は中山秀征と飯島愛のほかスージー・カンがレギュラーだった。その後、1999年9月からはこずえ鈴、2000年10月からは金子さやかと交代、その後は中山、飯島のみとなった。
飯島は2007年3月いっぱいで芸能界を引退、同年4月8日放送分をもって降板。4月15日放送分からは久保純子が担当。同年10月7日放送分より青木さやかがこれに加わり、トリオ司会となる。久保は2008年7月24日に出産し育児休業に入ったため、同年8月放送分で一旦姿を消し、暫くの間は中山・青木の体制になり、復帰後は再び3人の体制となった。
2008年12月17日ごろに元レギュラーだった飯島が亡くなったため、2009年3月1日に行なわれた葬儀・告別式の中継が当番組内で生放送された。
2011年8月21日放送分を最後に久保が家庭の事情（夫の海外赴任に同行）により降板し、9月からは中川翔子に交代した。
2018年3月25日放送分を以て番組を終了、19年、通算879回に亘る放送の歴史に幕を下ろした。最終回は同日12:00 - 13:30の枠（90分SP）で放送された。最終回は19年間の名場面集を放送した。
中山はこの番組の最終回をもって、『トロトロでいこう!』から21年間に続けたフジテレビ日曜正午枠の番組司会から勇退した。
後番組には中山と同じワタナベエンターテインメント所属の澤部佑（ハライチ）が司会を務める『なりゆき街道旅』（日曜12:00 - 14:00）が放送開始された。
フジテレビ日曜正午枠の番組は「渡辺プロダクション制作枠」として、1976年4月から引き継がれており（中山司会で現在も特番として続く『クイズ・ドレミファドン!』など）、クレジット上は渡辺プロダクションの制作とされるが、実際の番組制作はワタナベエンターテインメントが行っていた（後番組も同様）。

## 出演者

### 終了時

#### MC
- 中山秀征（1999年4月4日 - 2018年3月25日）
- 中川翔子（2011年9月4日 - 2018年3月25日）

#### VTRコーナーレポーター
- ビビる大木

### 過去
- スージー・カン（1999年9月に降板）
- こずえ鈴
- 金子さやか
- 飯島愛（2007年3月に芸能界引退にて降板、最後の出演はゲストとして登場）
- 久保純子（2011年8月21日放送分にて降板）
- 波田陽区（VTRコーナーレポーターとしてレギュラー出演）
- 青木さやか

## 地域ごとの放送形態

### フジテレビにおける放送形態
基幹局のフジテレビでは他のネット局と以下の点で放送形態が異なる。
- 2006年4月2日より、SB枠なしで次の番組『あっぱれ!!さんま大教授』が始まることになった（テレビ静岡・長野放送（2006年10月15日から）もこの形態をとっている）。なお、エンディングテーマ直前に『土曜プレミアム（「あと6日」付き）』(東海テレビや関西テレビ制作番組の番宣も東海テレビや関西テレビからの裏送り)などの5秒番宣もあった。

### 東海テレビ、関西テレビにおける放送形態
近畿地方の場合は関西テレビが、独立U局のKBS京都やサンテレビに放映権を譲って放送させている。
中京広域圏では東海テレビは同時ネットしていないが、2011年9月11日より日曜日13:45 - 14:50に7日遅れで放送されていたが、2011年12月18日を最後に放送がないため実質打ち切りとなった。
特別番組は東海テレビや関西テレビで放送されている。画面右上に「映像提供・NHK」や「映像提供・中京テレビ」等映像提供テロップも多い。

### 全国ネットにおける放送形態
2006年4月5日（水曜日）19:00 - 20:54には番組初の全国ネット・ゴールデンタイム・プライムタイムに特別番組を放送。その後、同年9月21日（木曜日）、12月21日（木曜日）、2007年4月5日（木曜日）、9月20日（木曜日）、2013年3月12日（火曜日、『カスペ!』枠）にも同時間帯に特別番組を放送した。合計6回放送された。

## 主なコーナー
- 青春プレイバックSHOW
- ウチくる!?君は若かった（ゲストの過去の秘蔵映像を公開）
- う〜っ!チクる!?（ビビる大木がレポーターとして登場）→ビビる大木（青木さやか）の大検証（ビビる大木か青木さやかがゲストに関係ある人物からのアンケートを紹介し、素顔に迫る。）
- メルくる!?（ゲストの友人がVTRで登場）

## スタッフ
- ナレーション：三石琴乃
- 作家：村上卓史（村上→以前は構成）、飯塚大悟
- カメラ：菊池守、三好哲也、杉村正規、青木俊
- 音声：鈴木智之
- VE：善方光一
- 技術協力：池田屋
- 美術プロデューサー：森健彦
- 美術協力：フジアール
- 編集：鈴木健一郎（IMAGICA）
- MA：上村紗弓（IMAGICA）
- 音響効果：古屋ノブマサ（4-Legs→G'z Factory）
- TK：長谷川菜花
- ヘアメイク：芹川善美、柏瀬みちこ
- スタイリスト：飯塚チサト、上野健太郎（週替わり）、宮崎真純（毎週）
- 編成：橋口愛（フジテレビ）
- 広報：平井隆（フジテレビ）
- 制作協力：ワタナベエンターテインメント、BEE BRAIN
- 制作デスク：佐藤綾香、井口志津代
- AP：鈴木仁美、浜野美咲
- ディレクター：中根拓也（以前はAD）、河野奈都子、浅尾和寿、加藤清香、手島正裕
- 演出：山下浩一、磯田裕介（磯田→以前はディレクター）
- プロデューサー：須藤勝（須藤→以前は演出）、高橋陽平（ワタナベエンターテインメント）、太田兼仁（太田→以前はAP）、田隝宗昭
- チーフプロデューサー：大和田宇一（ワタナベエンターテインメント、以前はプロデューサー）
- 企画制作：渡辺プロダクション

### 過去のスタッフ
- 編成：藤山太一郎・中村百合子・熊谷剛・水野綾子・高瀬敦也・成戸真知子・永竹里早・吉田寛生・南條祐紀（全員フジテレビ）
- 広報：河端由梨子・遠藤恵・山本麻未子・加藤麻衣子（全員フジテレビ）
- プロデューサー：渡部隆（渡辺プロダクション）、富田好美、高橋郁男、三浦政(雅)登（三浦→以前は制作プロデューサー）
- 制作プロデューサー：山田俊介（渡辺プロダクション）、西敏也（西→以前はプロデューサー）、篠原一成
- 演出：中村肇
- ディレクター：須田基之、西森尚展、玉置幸典、石田夏樹、橋本伸行、本田賢司、阿部一志、福田直幸、青山速己、岡本光弘、内山大輔、内田光、石井栄一（石井→一時離脱▶復帰）
- 構成：武藤京、遠藤みちスケ
- 作家：江戸川ダビ夫、中垣ヒデキ、木村タカヒロ、藤本昌平、川島カヨ（中垣～藤本・川島以外→以前は構成、中垣～藤本→以前はリサーチ→構成）
- 美術プロデューサー：北林福夫、安藤典和
- VTR編集：鈴木健史・江原英生（IMAGICA）
- 編集：峰村憲輝（IMAGICA）
- MA：円城寺暁・土屋信（IMAGICA）
- 音響効果：金田恵里（4-Legs）
- ペイント：吉沢真純（IMAGICA）
- ヘアメイク：山本知佳
- スタイリスト：平野彩、藤井やすのり、尾村綾

## ネット局と放送時間
全編ローカルセールス枠のため、フジテレビ以外の同時ネット局でも稀に自社製作の単発番組やスポーツ中継などの自主編成のため、差し替えるケースがあった。
| 放送対象地域 | 放送局                    | 系列                                         | 放送放送時間                                                                        | ネット状況 |
| ------------ | ------------------------- | -------------------------------------------- | ----------------------------------------------------------------------------------- | ---------- |
| 関東広域圏   | フジテレビ（CX）          | フジテレビ系列                               | 日曜日 12:00 - 13:00                                                                | 幹事局     |
| 秋田県       | 秋田テレビ（AKT）         | フジテレビ系列                               | 日曜日 12:00 - 13:00                                                                | 同時ネット |
| 宮城県       | 仙台放送（OX）            | フジテレビ系列                               | 日曜日 12:00 - 13:00                                                                | 同時ネット |
| 山形県       | さくらんぼテレビ（SAY）   | フジテレビ系列                               | 日曜日 12:00 - 13:00                                                                | 同時ネット |
| 新潟県       | 新潟総合テレビ（NST）     | フジテレビ系列                               | 日曜日 12:00 - 13:00                                                                | 同時ネット |
| 静岡県       | テレビ静岡（SUT）         | フジテレビ系列                               | 日曜日 12:00 - 13:00                                                                | 同時ネット |
| 高知県       | 高知さんさんテレビ（KSS） | フジテレビ系列                               | 日曜日 12:00 - 13:00                                                                | 同時ネット |
| 宮崎県       | テレビ宮崎（UMK）         | フジテレビ系列 日本テレビ系列 テレビ朝日系列 | 日曜日 12:00 - 13:00                                                                | 同時ネット |
| 鹿児島県     | 鹿児島テレビ（KTS）       | フジテレビ系列                               | 日曜日 12:00 - 13:00                                                                | 同時ネット |
| 北海道       | 北海道文化放送（uhb）     | フジテレビ系列                               | 日曜日 12:55 - 13:55                                                                | 遅れネット |
| 石川県       | 石川テレビ（ITC）         | フジテレビ系列                               | 土曜日 10:30 - 11:30                                                                | 遅れネット |
| 長崎県       | テレビ長崎（KTN）         | フジテレビ系列                               | 土曜日 10:25 - 11:25                                                                | 遅れネット |
| 京都府       | KBS京都（KBS）            | 独立局                                       | 月曜日 21:00 - 21:55                                                                | 遅れネット |
| 兵庫県       | サンテレビ（SUN）         | 独立局                                       | 火曜日 19:00 - 20:00 （ナイターシーズンは中継がない場合と中止になった場合のみ放送） | 遅れネット |

### 単発・不定期放送
- 青森放送（RAB、日本テレビ系列）[15]
- テレビ山口（tys、TBS系列）[16]
- 大分放送（OBS、TBS系列）
- WAKUWAKU JAPAN（随時）

### 過去の放送局
- 岩手めんこいテレビ（mit）[17]
- 福島テレビ（FTV）[18]
- 山梨放送（YBS、日本テレビ系列）
- 富山テレビ（BBT）[19]
- 福井テレビ（FTB）[20]
- 長野放送（NBS）[21]
- 東海テレビ（THK）[22]
- テレビ和歌山（WTV、独立局）
- 岡山放送（OHK）
- テレビ新広島（tss）[23]
- 四国放送（JRT、日本テレビ系列）
- テレビ愛媛（EBC）[24]
- テレビ西日本（TNC）[25]
- サガテレビ（STS）[26]
- テレビくまもと（TKU）[27]
- 沖縄テレビ（OTV）[28]

## テーマ曲
- 2017年2・3月は8週連続で、ワタナベエンターテインメント所属の女性ボーカルグループLittle Glee Monsterが同年1月に発売した2ndアルバム「Joyful Monster」収録曲から、エンディングに毎週1曲を週替わりで放送。